# 圣达米亚诺-达斯蒂
圣达米亚诺-达斯蒂（義大利語：San Damiano d'Asti），是意大利阿斯蒂省的一个市镇。总面积48.02平方公里，人口8409人，人口密度175.1人/平方公里（2009年）。ISTAT代码为005097。

## 友好城市
- 瑞士克林斯